# Manuel Emídio da Silva

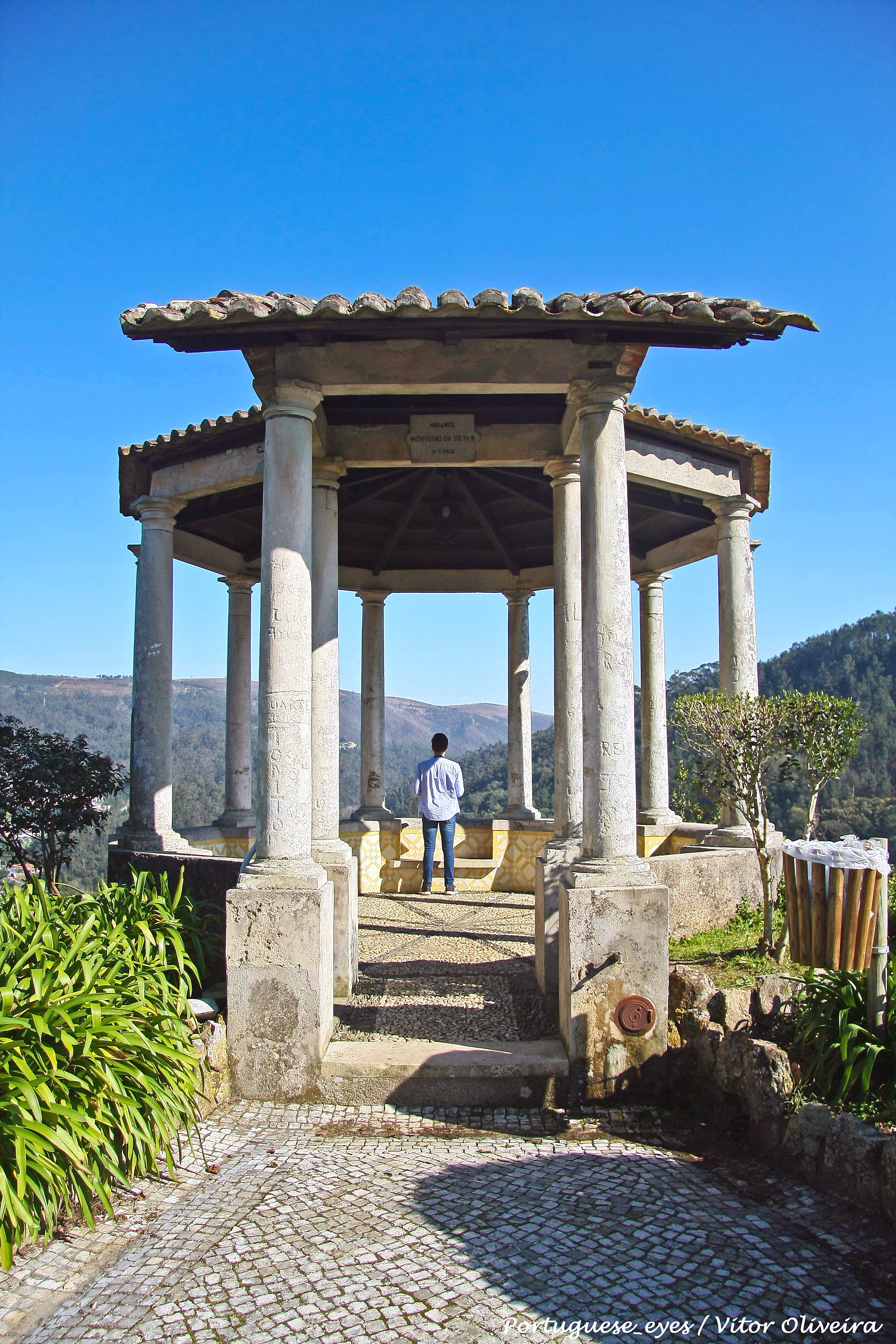
Mirante Manuel Emygdio da Silva, em Penacova.

Manuel Emygdio da Silva (Lisboa, 18 de outubro de 1858 – Lisboa, 15 de julho de 1936) foi um engenheiro, cronista e político. Ligado à construção do caminho-de-ferro da Beira Alta, foi professor no Liceu da Guarda e correspondente naquela cidade do Diário de Notícias. Fixou-se em Lisboa, onde ingressou na política e foi deputado. Com Ramada Curto e Adriano Júlio Carvalho, foi um dos fundadores, a 21 de Junho de 1914, da associação que tem como objetivo angariar fundos para o Jardim Zoológico de Lisboa, onde está instalado um monumento com o seu busto. Usou o pseudónimo L. Mano.

## Biografia
Manuel Emygdio da Silva era engenheiro, especializado como técnico ferroviário, tendo trabalhado na Companhia dos Caminhos de Ferro da Beira Alta e noutras. Esteve ligado à construção do caminho-de-ferro na Beira Alta. Foi professor no Liceu da Guarda, cidade onde seria correspondente entre 1887 e 1888 do Diário de Notícias de Lisboa. Depois de se fixar em Lisboa, manteve até 1936 uma coluna naquele jornal, intitulada Cousas & lousas, que lhe granjeou notoriedade como cronista. Também se dedicou à crítica de arte, sob o pseudónimo de El Mano. Era amigo de infância de Columbano Bordalo Pinheiro, tendo escrito artigos elogiosos sobre a obra do artista.
Publicista com vasta colaboração jornalística no Diário de Notícias, escreveu regularmente sobre a implantação do turismo em Portugal, mantendo ligação à Sociedade de Propaganda de Portugal, fundada em 1908. Foi autor de um conjunto de descrições geográficas constantes do Guia de Portugal, coordenado por Raúl Proença, e de vários guias turísticos e de viagem.
Foi presidente da direcção do Jardim Zoológico de Lisboa (1911–36), tornando-o num dos melhores da Europa. Por sua iniciativa foi construído em Penacova, um mirante, inaugurado em 31 de maio de 1908, que na atualiade mantém o nome de Mirante Emygdio da Silva.

## Obras
Entre outras, é autor das seguintes obras:
- Adriano Coelho: discurso proferido na inauguração da sua memória no Parque das Laranjeiras
- A botica do Azevedo 1775-1948. Lisboa: Sociedade Industrial Farmacêutica, 1948.
- Discours prononcé à la séance inaugurale du Congrés International de Tourisme. Lisboa: Typ. Universal, 1911.
- Dr. António Duarte Ramada Curto, presidente da dircção da Sociedade Jardim Zoologico e de Aclimatação em Portugal discurso proferido na inauguração do seu retrato naquela Sociedade
- Encontros com Portugal
- O rei do mundo poesia
- S. Miguel em 1893: cousas e pessoas : cartas reproduzidas do Diario de Notícias de Lisboa. Bibliotheca da Autonomia dos Açores, Ponta Delgada, 1893.
- Discurso Proferido Na Cerimonia Da Inauguração Dos "Bancos De Ramalho" Na serra do Gerez, em 28 de Julho 1920
- Cousas & lousas. Crónicas (1903-1910) (2 volumes). Lisboa, 1958.